# 하우스 오브 카드 (미국의 드라마)
《하우스 오브 카드》(영어: House of Cards)는 미국의 정치 스릴러 드라마이다. 1990년 영국 BBC에서 제작된 동명 드라마와 마이클 돕스의 소설을 원작으로 2013년부터 방영되었다.
'하우스 오브 카드'(House of Cards)는 사전적 의미로 놀이용 카드를 삼각형 모양으로 세워서 탑처럼 쌓아올리는 구조물을 뜻한다. 이렇게 카드로 얼기설기 만든 집이기 때문에 구조가 엉성하고 불안정하며 무너지기 쉽다. 이 모습을 빗대어 일반적으로 금방이라도 쓰러질 것 같은 위태로운 상황이나 불안정한 계획이라는 뜻으로 쓰인다. 또 'House'는 하원을, 'Cards'는 베팅이 필요한 도박을 은유하기도 한다. 권력자의 파워 게임은 언제 무너질지 모르는 아슬아슬한 '카드의 집'과 같고 조직 속 개인은 이런 상황에서 옴짝달싹할 수 없는 한 장의 카드에 불과한데, 이 드라마는 그러한 상황을 실감나게 보여주었다.
<시즌 1>의 13개 에피소드 전체가 온라인 스트리밍 서비스 넷플릭스를 통해 2013년 2월 1일에 공개되었다. <시즌 2>는 2014년 2월 14일, <시즌 3>는 2015년 2월 27일, <시즌 4>는 2016년 3월 4일에 각각 에피소드 전체가 공개되었다. 2016년 1월, 넷플릭스는 2017년에 공개될 <시즌 5>의 제작과 함께 제작 총괄을 맡은 보 윌리먼의 사임을 발표했다. 윌리먼은 다음 시즌의 제작 여부는 각 시즌이 끝날 때마다 결정된다고 밝혀왔다.
<파이널 시즌>시즌 6은 2018년 11월 2일에 공개 되었으며, 그동안 주연을 맡았던 케빈 스페이시는 성추행 파문으로 인해 출연하지 않았다.

## 줄거리

### 시즌 1 (2013)
드라마는 주인공인 하원의원인 프랜시스 프랭크 언더우드가 차에 치어 고통스러워 하는 개의 목숨을 맨손으로 끊어주며 누군가는 꼭 필요하지만 썩 달갑지 않은 일을 해야 한다는 방백으로 시작한다. 사우스캐롤라이나주의 민주당 하원의원이자 민주당 하원 원내대표인 주인공은 대통령 개럿 워커의 당선을 돕고 국무장관의 자리를 받기로 약속되어 있었다. 하지만 대통령은 그가 하원에서 입법을 도왔으면 한다고 말을 바꿨고, 언더우드는 분노하지만 이내 이성을 찾는다. 이후 그는 의회에서 대통령 지원군으로 스스로를 포장하며 권력을 가져오기 위한 계획을 세운다.
프랭크의 아내 클레어는 청정수 발의회(Clean Water Initiative, "CWI")라는 NGO를 운영하는데 이 단체의 목적은 아직 명확하지 않다. 이 단체를 통해 자신의 권력과 영향력을 확대하고 싶어 하는 클레어는 깨끗한 물을 공급하기 위해 우물을 파는 사업을 진행함으로써 자신의 국제적 명성을 끌어올리려 한다. 그 과정에서 기존 직원의 반이 해고당하고, 단체의 급격한 변화를 우려했던 매니저 역시 해고당한다. 프랭크와 클레어 둘 다 냉혹하고 권력을 열망한다.
프랭크 언더우드는 내각에 들어가기 위한 물밑 작업을 시작한다. 우선 야심찬 젊은 정치부 기자인 조이 반스와의 거래를 통해 정적에 대한 루머를 유포한다. 또한 알콜중독 전력이 있는 펜실베니아주 하원의원 피터 루소를 이용해서 현 국무장관인 마이클 컨을 흔든다. 결국 언더우드는 컨을 국무장관에서 내려오게 하고 그 자리에 캐서린 듀런트를 앉히는 데 성공한다. 또한 교사 파업을 끝내게 하고 교육법안을 통과시킴으로써 워커 대통령의 신임을 얻는다.
펜실베니아 주지사가 부통령에 당선되어 새로운 주지사를 뽑기 위한 보궐선거가 열린다. 언더우드는 루소의 과거를 덮어주고 그의 출마를 돕지만, 선거 직전에 콜걸 레이첼 포스너를 이용해서 루소에게 다시 술을 먹인다. 술에 취한 채 라디오 인터뷰를 해서 입지가 불안해진 루소는 언더우드의 음모를 언론에 공개함으로써 재기를 노린다. 이를 알게 된 언더우드는 루소를 차 안에서 일산화탄소 중독으로 죽게 한다. 혼돈에 빠진 주지사 선거에 언더우드의 설득으로 고향을 그리워하던 현 부통령이 출마하게 되고, 그의 계획대로 부통령 자리는 다시 공석이 된다.
대통령은 언더우드에게 억만장자인 레이몬드 터스크가 새 부통령으로 어떤지 판단을 부탁했고, 이를 위해 언더우드는 터스크의 자택을 방문한다. 하지만 언더우드는 곧 터스크가 예전부터 대통령과 친밀한 사이였고 대통령이 언더우드에게 약속했던 국무장관 자리를 주지 않은 것도 그의 조언에 따른 것임을 알게 된다. 터스크는 자신의 중국 관련 사업을 도와주는 것을 대가로 언더우드에게 부통령직을 제안했고, 부통령 선서를 하는 장면으로 시즌1이 끝난다. 한편 조이 반스는 언더우드의 음모에 대한 단서를 하나씩 모아간다.

### 시즌 2 (2014)
조이 반스와 그의 동료들, 루카스 굿윈과 재닌 스콜스키는 언더우드의 행적을 계속 조사하고, 주지사 후보였던 루소를 몰락시키는 데 큰 역할을 했던 성매매자 레이첼 포스너를 찾아낸다. 언더우드의 심복인 더그 스탬퍼는 레이첼을 안전한 집에 숨기는 한편 언더우드는 조이를 지하철 승강장으로 불러내어 카메라에 잡히지 않게 달려오는 열차에 밀어 넣는다. 그 결과 재닌은 자신도 살해당할 수 있다는 위협을 느끼고 조사를 포기하는 대가로 자신의 고향에 있는 학교 교사직을 수락한다.
반대로 조이 반즈의 의문사에 자책하던 루카스는 결국 한 해커에게 접근해 프랭크의 문자메시지 기록을 얻어 달라고 부탁한다. 하지만 해커는 이미 더그 스탬퍼에게 포섭되어 있었고, 결국 루카스는 사이버 테러리즘 혐의로 FBI에게 잡히게 된다. 계속된 이사와 위협, 더그의 커져가는 집착에 레이첼은 그를 돌로 쳐서 쓰러뜨리고 멀리 도주한다.
클레어는 영부인과 친해져 가는 한편, TV에 출연해서 대학 시절 그녀가 현재 장군이 된 남학생에게 성폭행을 당하고 낙태했다고 고백한다. 영부인과 클레어는 군내 성폭행 처벌을 개혁하는 법안을 적극 추진한다. 클레어는 대통령과 영부인의 관계가 위기에 처해 있음을 알아채고 영부인에게 부부관계에 대해  상담을 받아볼 것을 권유한다.
한편 언더우드는 레이몬드 터스크와 대통령의 사이를 악화시킬 음모를 꾸민다. 그는 터스크와 중국인 사업가 잰더 펑의 관계를 알게되고 외교 회담을 일부러 결렬시켜 마치 책임이 터스크에게 있는 것처럼 몰고간다. 회담의 결렬로 미중관계가 냉각되어 광물자원에 대한 무역전쟁이 발발, 에너지 가격이 크게 올라간다. 터스크는 대통령의 위기 대처 방안에 공개적으로 반발하고 복수의 의미로 인디언 카지노를 통해 은밀히 공화당을 후원한다. 언더우드는 그 자금의 출처가 잰더 펑이었다는 것을 알게 되고 다리 건설 계약을 대가로 터스크와의 관계를 끊게 한다.
법무부는 인디언 카지노의 CCTV에서 더그 스탬퍼를 발견, 펑과 터스크와 백악관의 관계에 대해 조사하기 시작한다. 전화위복을 노리는 프랭크는 대통령 자신의 이동 기록을 공개하도록 설득한다. 결국 결혼생활 상담사를 찾은 사실과 외부에서 치료약을 처방 받은 사실까지 공개되자 불법 선거자금 지원은 대중의 관심에서 묻혀버리고 만다. 개인사가 대중에 공개되는 것을 우려한 대통령은 백악관 법률 고문으로 하여금 상담사에게 조언하도록 하지만 특별 검사는 이를 증거 조작시도로 간주한다. 하원 법사 위원회가 대통령 탄핵을 준비하자 대통령과 언더우드는 각각 상대방을 겨냥해서 터스크에게 대통령 사면을 제안했고 터스크는 우선 대통령과 손을 잡는다. 이에 언더우드는 대통령에게는 충성을 서약하는 맹세 편지를 보내어 갈등을 유발시키고 터스크에게는 대통령의 사면 약속이 무효화됐다고 알린다. 결국 터스크는 의회에서 대통령이 돈세탁과 연루되어 있었다고 폭로하고 대통령의 지지율은 8퍼센트까지 추락한다. 모든 것이 언더우드의 음모임을 깨달은 대통령은 결국 사임하고 부통령인 언더우드는 대통령이 된다.

### 시즌 3 (2015)
대통령직을 승계한지 6개월 이후, 언더우드는 앰워크(America Works)라는 정책을 추진하지만 당내의 강한 반발에 부딪힌다. 앰워크는 다수의 공공근로 산업을 포함하는데 여기 필요한 예산을 위해 기존의 사회 프로그램의 예산을 삭감해야 하기 때문이다. 임시 대통령으로 머무르고 싶지 않은 언더우드는 2016 대선에 도전할 것을 선언하지만 이 역시 당내 주류 세력의 반발에 쉽지 않고, 시즌2에서 법무부 차관이었던 헤더 던바와 당내 경선을 치르게 된다.
한편 더그는 레이첼 포스너가 입힌 부상에서 회복하지만 언더우드는 그가 비서실장자리로 돌아오기를 원하지 않는다. 더그는 일단 자신의 존재를 부각시키기 위해 헤더 던바의 2016 대선 운동을 돕는다. 해커 가빈 오르세이는 그의 출국금지를 풀어주는 대가로 더그가 래이첼을 찾는 것을 돕는다. 그는 제인 도라는 인물의 시체의 지문이 레이첼의 지문과 일치한다는 자료를 제시한다. 마음이 복잡해진 더그는 다시 술에 손을 대고 형에게 잠시 같이 살아 달라고 부탁한다. 해커 가빈은 베네수엘라로 출국해서 그가 더그에게 준 정보가 거짓이고 레이첼이 살아있음을 알린다. 그는 친구의 석방을 대가로 더그와 레이첼의 위치를 거래하려 하지만, 더그는 가빈을 추적해서 고문으로 레이첼의 위치를 알아내 마침내 그녀를 찾아낸다. 더그는 위장 신분을 구입하기 위해 뉴 멕시코에서 일하고 있던 레이첼을 태우고 사막으로 달린다. 언더우드에 대해 함구하겠다는 그녀의 말에 더그는 잠시 고민하지만 결국 그녀를 죽이고 만다. 이후 더그는 다시 언더우드의 비서실장으로 일하게 된다.
영부인 클레어는 자신의 명성을 위해 UN 대사직을 희망하지만, 인준안이 상원에서 부결되고 만다. 결국 언더우드는 휴회 기간에 그녀를 직권으로 임명시킨다. 언더우드 부부는 요르단 계곡 사태를 이용하여 자신의 입지를 부각시키려 하지만 러시아 대통령 페트로프는 이에 따르지 않는다. 한 동성애 운동가가 러시아에서 성적 표현에 관한 법을 어긴 죄로 러시아 당국에 연행되는데, 언더우드와 클레어는 페트로프 대통령을 설득해서 결국 그를 인도받기로 합의한다. 하지만 합의 조건에는 운동가가 국영 방송에서 그의 행동을 사죄해야 한다는 조항이 있었고, 이를 받아들이지 못한 운동가는 클레어의 방문 도중 자살하고 만다. 이후 러시아 병사가 요르단 계곡에서 살해된 후 페트로프 대통령은 언더우드에게 클레어의 UN 대사직 사임을 조건으로 러시아 병력의 철수를 제안한다. 결국 클레어는 사임하고 언더우드의 선거운동에서 핵심적인 역할을 해야겠다고 결심한다.
시즌 내내 토마스 예이츠라는 작가가 언더우드 부부를 내내 취재한다. 그는 프랭크의 선거운동에 맞추어 출판될 그의 전기를 쓰기로 되어 있었는데, 점점 전기는 단순한 프랭크의 전기에서 프랭크와 클레어 사이의 관계를 다루는 쪽으로 변해간다. 처음에 프랭크는 전기의 첫 문장을 맘에 들어했지만 이후 완성된 첫 장을 읽어보고는 그를 해고한다. 프랭크와 클레어의 긴장이 점점 고조되며 시즌3가 끝난다.

### 시즌 4 (2016)
시즌 3의 마지막 화에 바로 이어 클레어는 그녀의 고향인 텍사스 주 댈러스로 떠나 하원의원에 출마하려 한다. 현직 의원인 도리스 존스는 임기를 마치면 그의 딸 실리아에게 지역구를 물려줄 계획이다. 클레어는 다음 선거에서 모녀가 자신을 지지해주는 대가로 보훈병원의 유방암 센터를 약속하지만 거절당한다. 프랭크는 중요한 격전지에서 기반을 잃자 클레어의 지원을 간절하게 원한다. 클레어는 프랭크가 그녀의 출마를 막지 않는 조건으로 워싱턴으로 돌아오지만, 그는 일주일 후 연두교서에서 실리아를 지지함으로써 그녀의 출마를 막아버린다. 감정의 골은 깊어져 갔지만 늘 그렇듯 그들은 승리를 위해 사우스 캐롤라이나를 방문한다. 그러나 연이은 스캔들로 인해 헤더 던바에게 패배하고 프랭크는 클레어가 그동안 실리아에 대한 지원의 대가로 던바 진영에게 정보를 넘겨주고 있다는 사실을 알아채어 클레어를 설득하지만 그녀는 도리어 자신을 부통령 후보로 지명하지 않으면 방해를 계속할 것이라 협박한다.
루카스 굿윈은 감옥에서 FBI에 협조하고 증인 보호 프로그램으로 감옥을 나와 프랭크에 대한 복수를 시작한다. 그는 던바 캠프에 방문해서 그간의 이야기들을 털어놓지만 던바는 무시한다. 절박한 그는 공개 연설 현장에서 프랭크에 대한 암살을 시도하지만 몸으로 총알을 막은 경호실장 미쳠이 사망하고 프랭크는 죽이지 못한 채 자신도 사살 당한다. 프랭크는 장기 이식을 기다린 채 혼수 상태에 빠지고 도널드 블라이트가 대통령직을 대행한다. 블라이트는 러시아를 상대로 한 중요한 외교적 상황에서 우유부단한 모습을 보이고 클레어가 외교적 조언자로 나선다. 클레어는 프랭크의 그간 정책 기조와 달리 협상에 중국을 개입시키고 러시아 대통령과 성공적인 합의를 도출해낸다. 프랭크가 계속해서 병상에 있는 동안 더그는 언론에 던바와 암살범 루카스가 비밀리에 접촉했던 사실을 흘린다. 던바는 보도를 프랭크 진영의 언론플레이라 주장하지만 결국 접촉을 시인하고 출마를 포기한다. 프랭크는 이식 수술을 성공적으로 마치고 대통령직에 돌아오고 클레어를 부통령 후보로 지명한다
워싱턴 헤럴드에서 루카스의 전 상사였던 톰 해머슈미트는 프랭크의 행적에 대한 루카스의 주장을 검토한다. 그는 브로커 레미 댄튼에게 접근, 그의 도움으로 단서들을 맞춰나가기 시작한다. 톰은 전 대통령과 하원의원 재키 샤프의 증언도 확보한다.
테네시 주에서 가족이 이슬람 극단주의자들에게 납치되는 사건이 발생하고 테러리스트들은 SNS 활용에 능한 공화당 대선후보인 현 뉴욕주 주지사, 윌 콘웨이와만 협상하겠다고 통보한다. 프랭크는 콘웨이 가족을 초청해서 협상을 하게 하고 협상은 진전을 보인다. 하지만 납치범들의 자극에 콘웨이는 협상과정에서 말실수를 저지르고 협상에서 물러난다. 프랭크와 클레어는 납치범에게 현재 수감중인 이슬람단체 리더와 통화를 하게 해주는 조건으로 딸 둘을 구출하지만 통화가 연결되자 리더는 인질을 다 죽일 것을 명령한다. 한편, 해머슈미트는 그간 조사한 내용을 워싱턴 헤럴드에 보도하기 시작하고 프랭크의 선거운동이 크게 위협 받는다. 이에 언더우드 부부는 더 큰 혼란으로 상황을 극복하고자 테러와의 전쟁을 선포한다.

## 대한민국 내 방영
2014년 2월 18일, 올레tv에서 시즌 1, 2를 서비스한다고 밝혔다.
2015년 7월 16일, 스카이tv에서 시즌 3을 UHD 화질로 서비스한다고 밝혔다.
2016년 1월 7일, 넷플릭스가 대한민국 내에 정식 진출했지만 저작권 문제로 하우스 오브 카드는 서비스되지 않았다. 3월 4일에 시즌 1, 2, 3, 4가 공개되었다.

## 빅데이터 활용
넷플릭스가 빅데이터를 활용한 정교한 추천 서비스로 유명하고, <하우스 오브 카드> 제작에도 빅데이터에서 얻은 다양한 인사이트가 반영되었다는 기사가 많아 드라마의 스토리 또한 데이터에 기반해서 쓰여진 것으로 오인되는 경우가 있다. 하지만 시청자가 선호하는 장르, 배우를 도출하는 과정에서 빅데이터가 쓰인 것이지 스토리는 창작자가 작성한 것이라고 제작 총괄 조 힙스가 밝혔다.